# Alte Schleusen (Trollhättan)

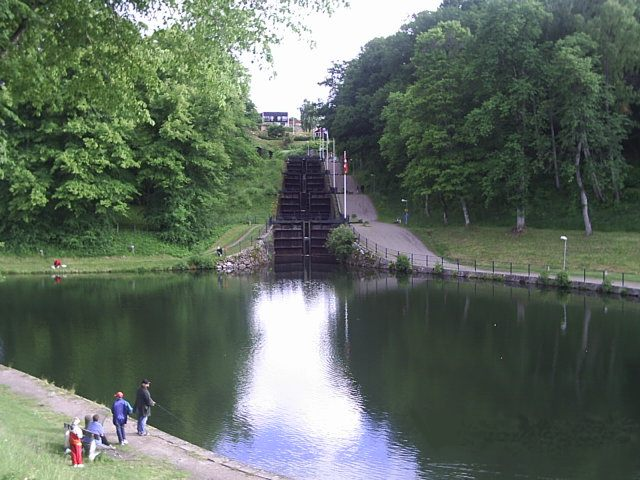
Die mittlere Schleusentreppe von 1844

Die Alten Schleusen von Trollhättan (Schweden) sind die in den Jahren 1800 und 1844 fertiggestellten Schleusen, die die Wasserfälle des Göta älv umgehen.
Die älteren, von Nils Ericsson gestalteten zwei Schleusentreppen bestanden aus 13 Kammern. Die späteren, von Baltzar von Platen konzipierten drei Schleusentreppen mit zusammen 9 Kammern wurden ähnlich, nur tiefer und für größere Schiffe gebaut. Die jeweils unteren Schleusentreppen wurden direkt nebeneinander errichtet. Weiter nach oben wurde später eine andere, einfachere Trasse gewählt als vorher, als man für die zweite Treppe einen tiefen felsigen Einschnitt sprengte. Das jetzt durchquerte zweite Zwischengewässer ist der Aker-See, an den auch die großen modernen Schleusen anschließen.
Beide Trepenreihen wurden bis 1916 parallel benutzt und dann von den heutigen Neuen Schleusen (4 Schleusen, davon eine 3-stufige Treppe) ersetzt.

Überblick und untere Schleusentreppen von 1800 und 1844
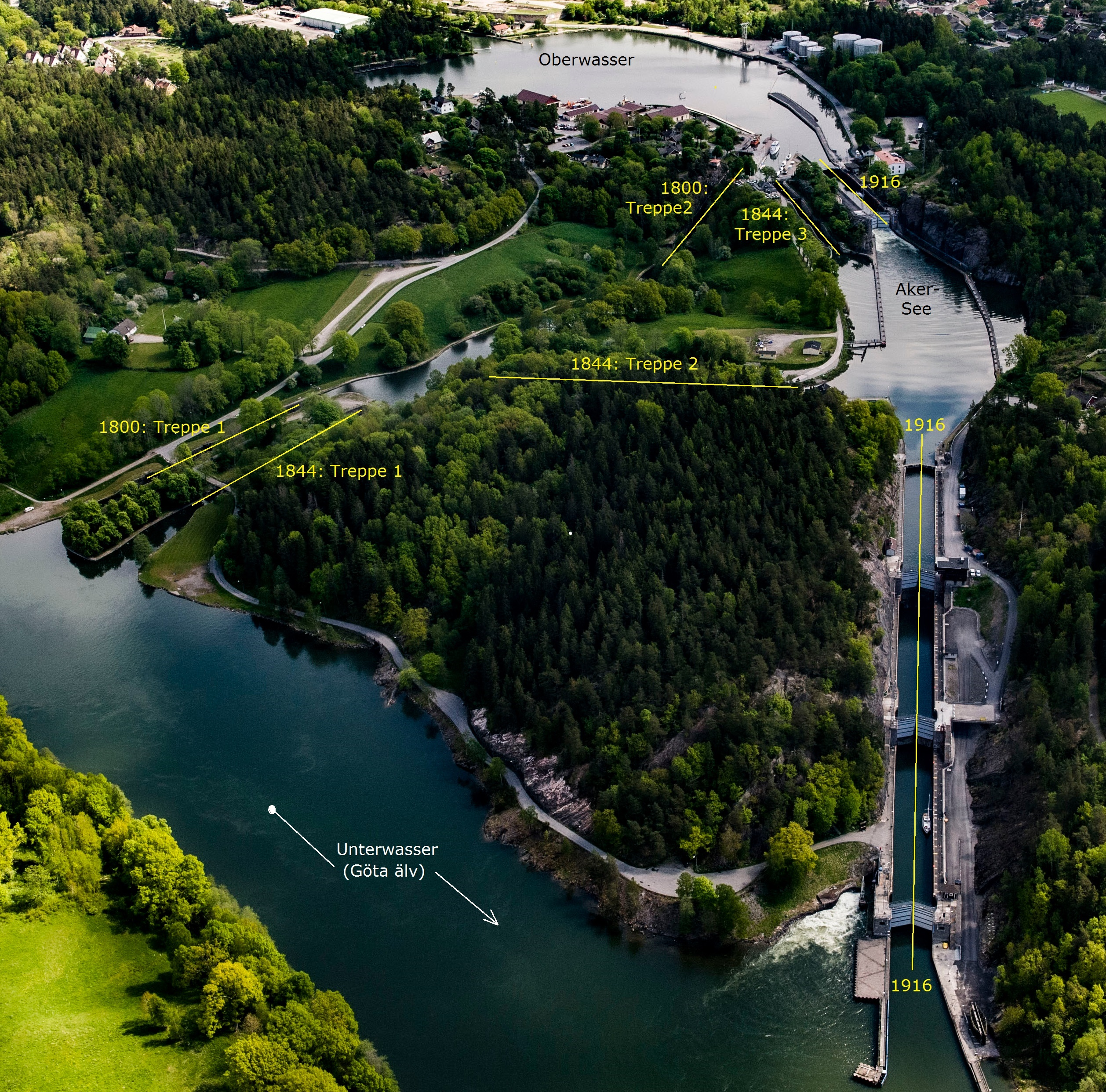
Überblick auf alle Schleusen Liinks:alte Schleusen Rechts: neue Schleusen
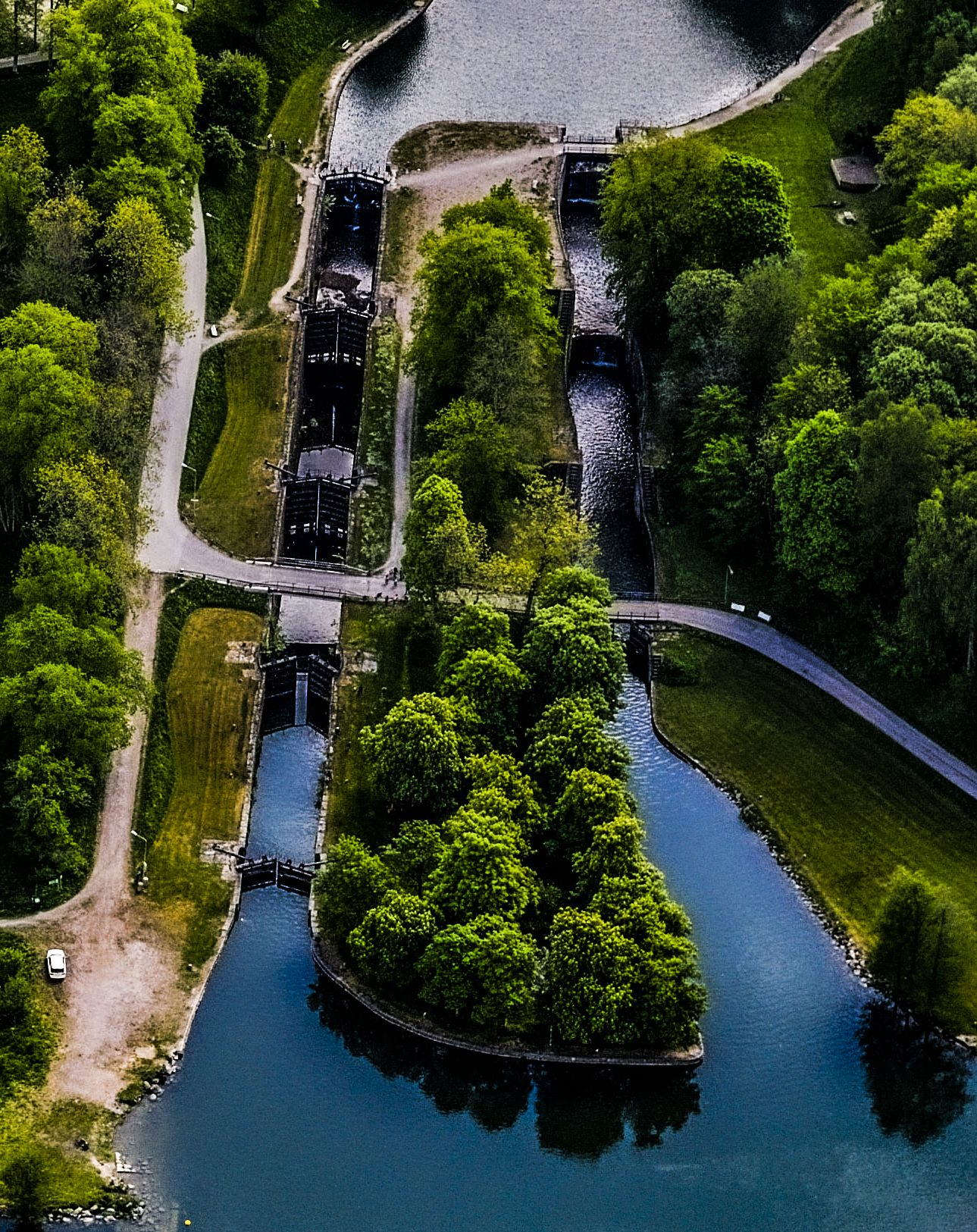
Links: Schleusentreppe von 1800, 4 Kammern Rechts: Schleusentreppe von 1844, 3 Kammern
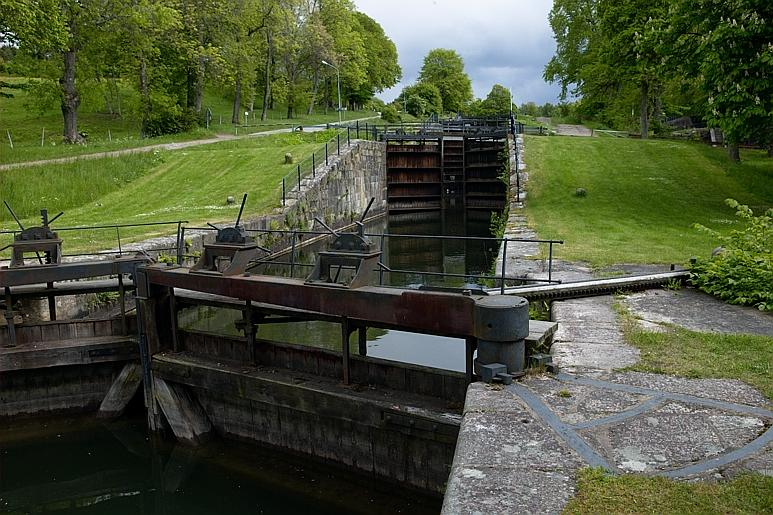
Unterwasser der Schleusentreppe von 1800
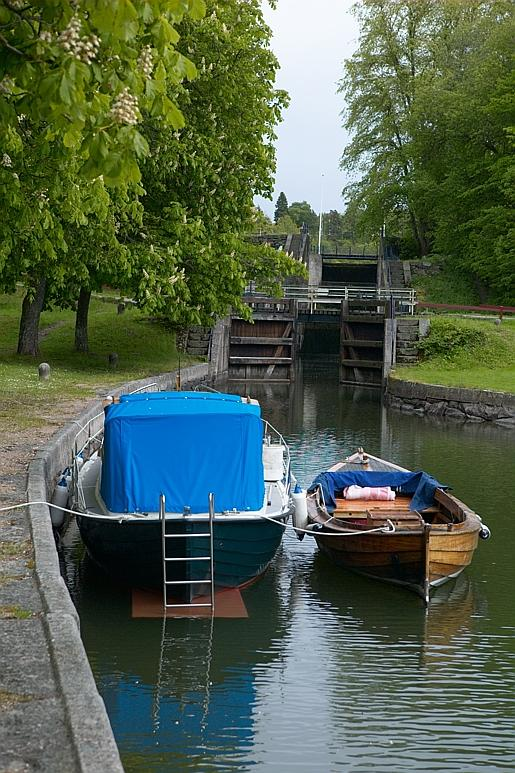
Unterwasser der Schleusentreppe von 1844

Obere Schleusentreppe von 1800
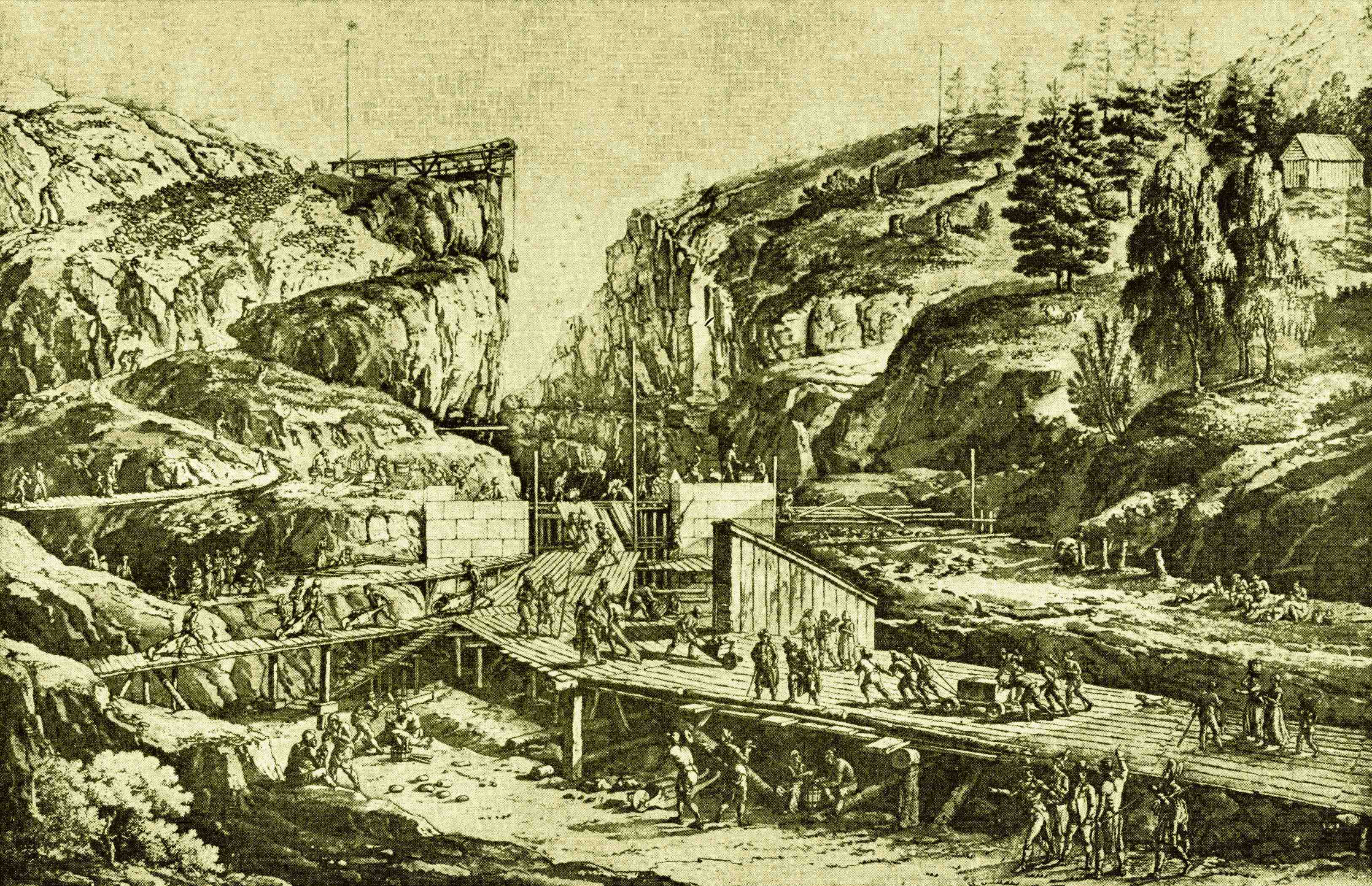
Zeichnung von 1798 während der Bauarbeiten, Blick nach oben
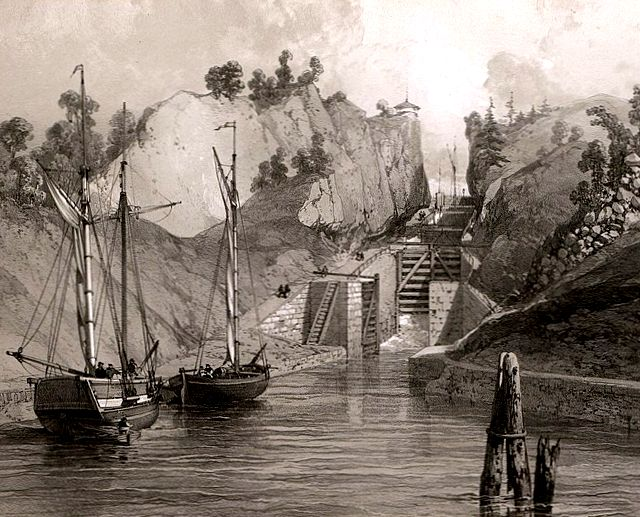
Zeichnung von 1852, Blick nach oben
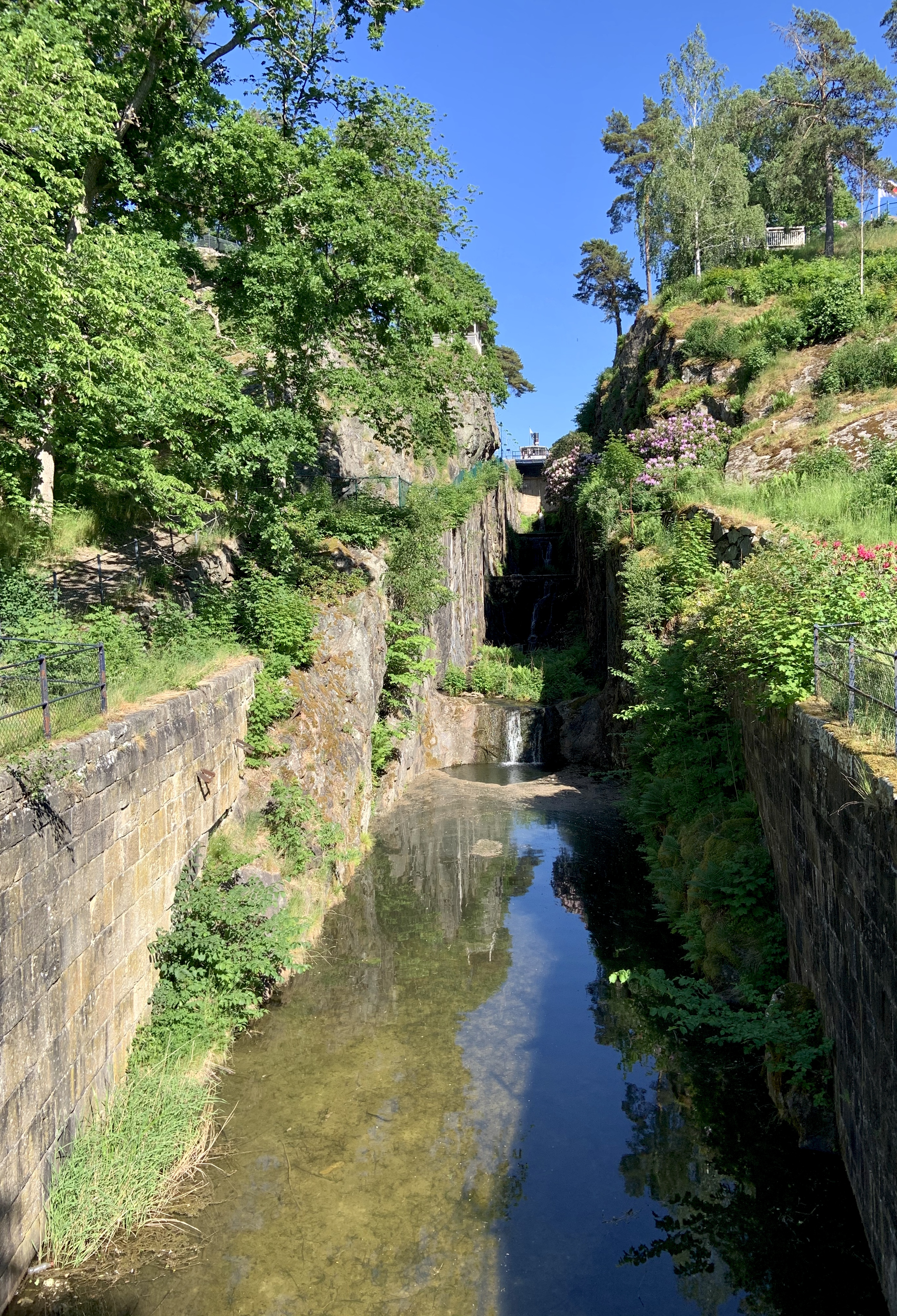
Blick nach oben, heute
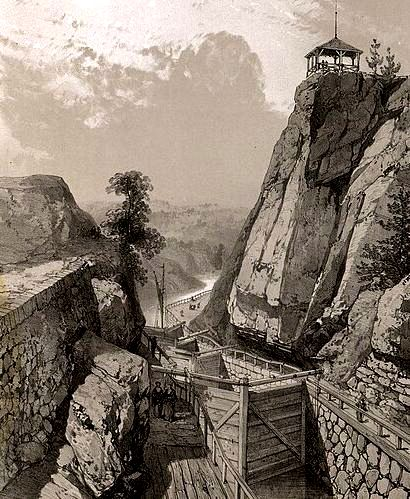
Zeichnung von 1852, Blick nach unten
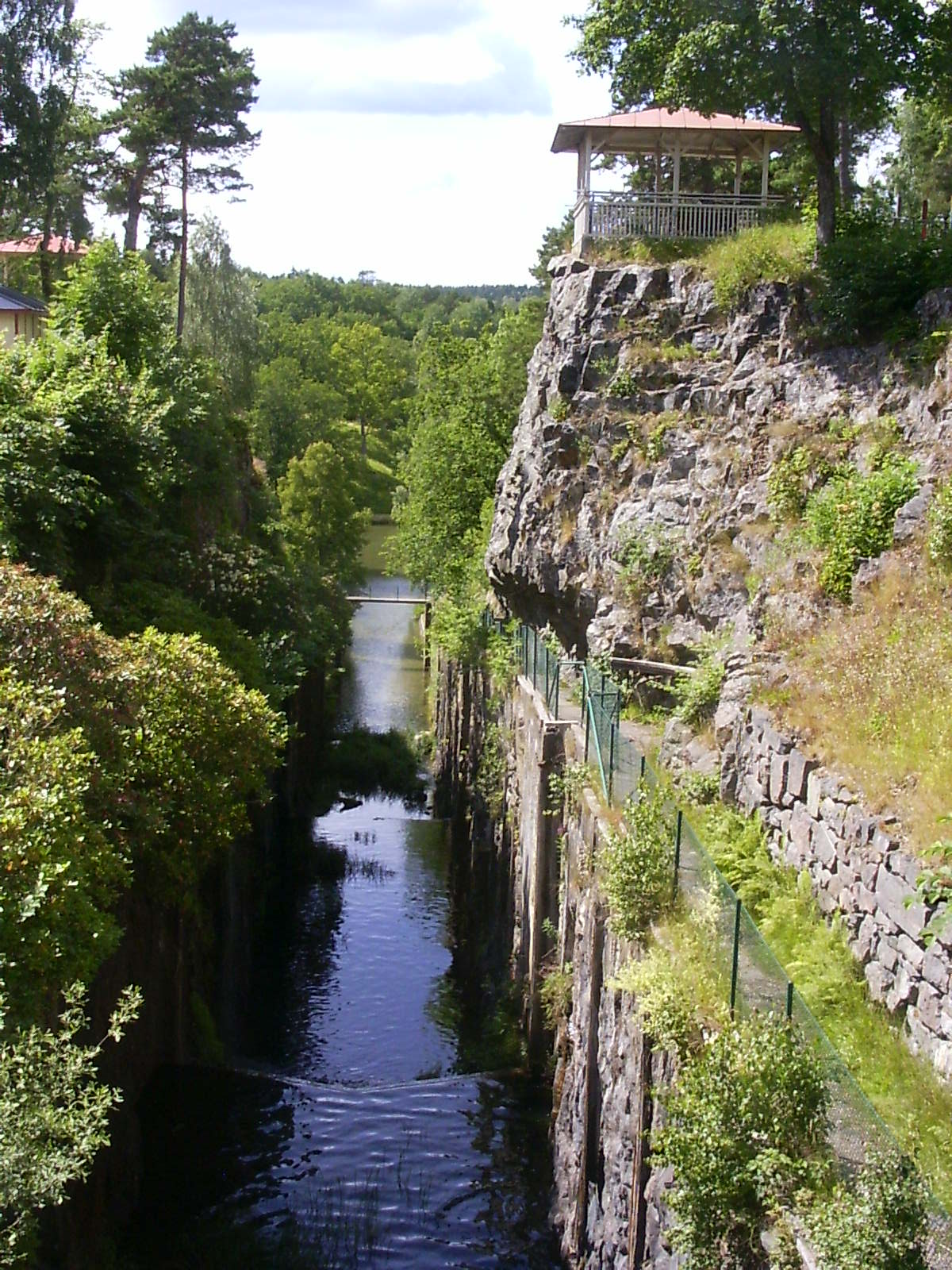
Blick nach unten, heute

Mittlere Schleusentreppe von 1844
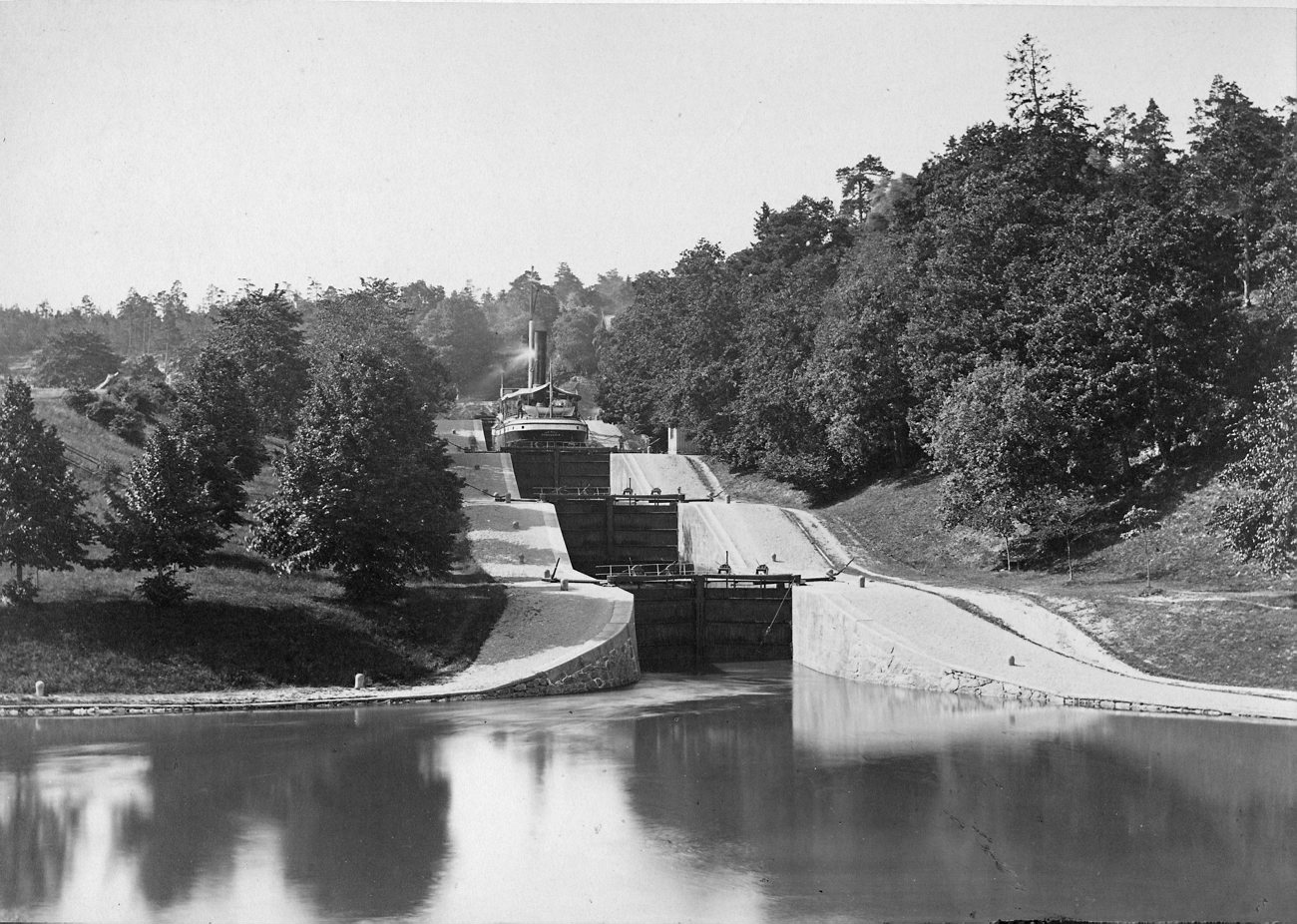
Mittlere Schleusentreppe Blick von unten, 1880er Jahre
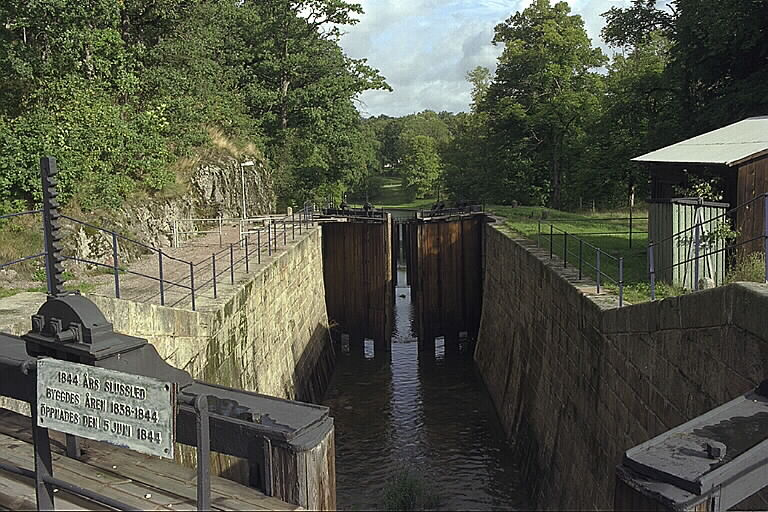
Mittlere Schleusentreppe Blick von oben, heute

Obere Schleusentreppe von 1844
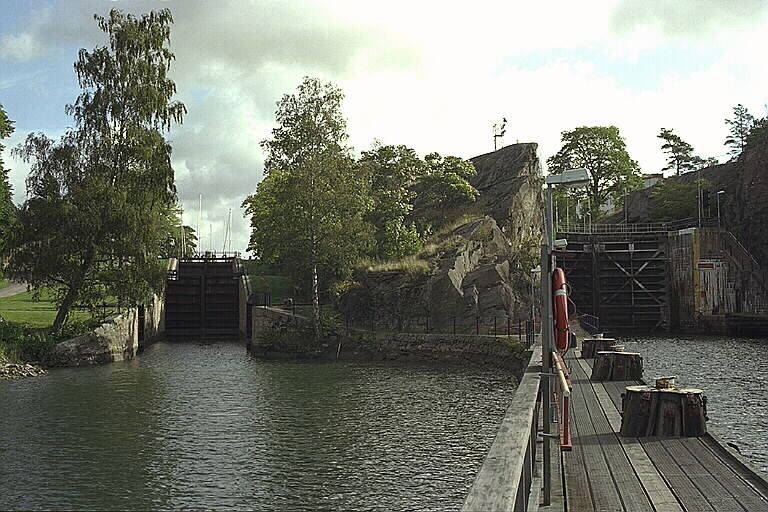
Links: obere Schleusentreppe von 1844 Rechts Obere Schleuse von 1916
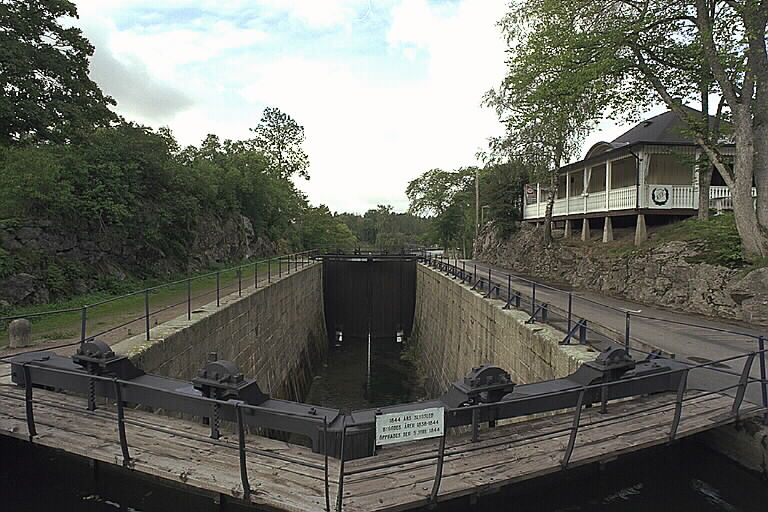
Obere Schleusentreppe von 1844 Blick von oben, heute